# Silvia Chivás
Silvia Chivás (10 september 1954) is een Cubaanse sprintster en olympische medaillewinnares.
Op de Olympische Spelen van München in 1972 won ze een bronzen medaille op de 100 m achter de Duitse Renate Stecher (goud) en Australische Raelene Boyle (zilver). Op de 4 x 100 m estafette behaalde ze eveneens een bronzen medaille met haar teamgenoten Marlene Elajarde, Carmen Valdes en Fulgencia Romay
In 1977 won ze op de Universiade in het Bulgaarse Sofia een gouden medaille. Met een tijd van 23,08 seconden versloeg ze op de 200 m de Oekraïense Marina Sidorova (zilver) en de Britse Andrea Lynch (brons).

## Titels
- Centraal-Amerikaanse en Caribische kampioenschappen 100 m - 1973, 1977
- Centraal-Amerikaanse en Caribische kampioenschappen 200 m - 1973, 1977

## Palmares

### 100 meter
- 1971:  Pan-Amerikaanse Spelen - 11,47 s
- 1972:  OS - 11,24 s
- 1974:  Centraal-Amerikaanse en Caribische Spelen - 11,65 s
- 1977:  Universiade - 11,23 s
- 1977:  Wereldbeker - 11,34 s
- 1978:  Centraal-Amerikaanse en Caribische Spelen - 11,47 s

### 200 meter
- 1977:  Universiade - 23,08 s
- 1978:  Centraal-Amerikaanse en Caribische Spelen - 23,01 s